# Ohms (Album)
Ohms (stilisiert als _Ohms) ist das neunte Studioalbum der US-amerikanischen Alternative-Metal-Band Deftones. Das Album erschien am 25. September 2020 über Reprise Records. Bei den Grammy Awards 2022 wurde das Titellied in der Kategorie Best Rock Performance und das Lied Genesis in der Kategorie Best Metal Performance nominiert.

## Entstehung
Ende März 2018 veröffentlichte die Band auf Instagram Bilder der Musiker in einem Tonstudio. Zwei Monate später erklärte Sänger Chino Moreno, dass die Band durch Kollaboration bislang sechs oder sieben kraftvolle Lieder geschrieben hätte, die immer noch mutieren würden. Das Hauptziel war es, dass jedes Bandmitglied in den Entstehungsprozess eingebunden wird als Reaktion auf das Vorgängeralbum Gore, bei dem der Gitarrist Stephen Carpenter nur wenig beitrug. Die neuen Lieder wurden als Rückkehr zu ihren ursprünglichen Stil beschrieben. Das Magazin Classic Rock beschrieb die Musik als Dream Pop mit einer metallischen Kante. Im Sommer 2019 begab sich die Band in ein Studio, um die Musik aufzunehmen. Danach wurden mehrere Monate an den Texten, Melodien und Gesangsparts gearbeitet.
Aufgenommen wurde das Album in den Henson Recording Studios in Hollywood sowie in den Trainwreck Studios in Seattle mit dem Produzenten Terry Date. Date hatte zuvor die ersten drei Studioalben der Band Adrenaline, Around the Fur und White Pony sowie das bislang unveröffentlichte Album Eros produziert. Als Gastmusiker ist Zach Hill, der Schlagzeuger der Band Death Grips zu hören. Bei dem Lied The Spell of Mathematics schnippt er am Ende mit den Fingern. Im Februar 2020 verkündete Schlagzeuger Abe Cunnigham, dass das Album derzeit von Terry Date gemischt wird. Dieser Prozess zog sich aufgrund der COVID-19-Pandemie in die Länge. Das Mastering übernahm Howie Weinberg, der von Will Borza unterstützt wurde. 

## Veröffentlichung
Das Albumcover wurde von Frank Maddocks entworfen, mit dem die Band seit dem Album White Pony zusammen arbeitet. Das Albumcover zeigt zwei Augen mit Augenbrauen. Aus dem rechten Auge läuft eine Träne heraus. Das Motiv wurde aus 12.995 schwarzen Punkten gebildet. Viele Fans glaubten, dass das Albumcover eine Art Tribut an den ehemaligen Deftones-Bassisten Chi Cheng sei, der im Jahre 2013 verstarb. Laut dem Schlagzeuger Abe Cunnigham wäre dies aber „reiner Zufall“. Mit der Albumveröffentlichung startete die Band die Kampagne Adopt a Dot, bei der man einen der Punkte kaufen konnte. Sämtliche Einnahmen aus dieser Kampagne gingen das Kinderkrankenhaus der University of California, Davis sowie an den Crew Nation Relief Fund.
Im August 2020 begann die Band damit, kryptische Botschaften auf ihrer Website und den Social-Media-Kanälen zu verbreiten. Am 19. August 2020 veröffentlichte die Band auf Twitter die Koordinaten, die zu einer Werbetafel in Los Angeles führten. Diese Tafel zeigt den Albumtitel und das Veröffentlichungsdatum an. Zwei Tage später veröffentlichte die Band das Titellied als erste Single. Weitere Singleauskopplungen waren Genesis am 18. September 2020 und Ceremony am 26. Januar 2021. Für alle drei Singles wurden Musikvideos veröffentlicht. Die Brauerei Belching Beaver veröffentlichte im Januar 2021 ein Pale Ale, wobei das Albumcover auf den Bierdosen abgebildet ist.

## Titelliste
1. Genesis – 5:17
2. Ceremony – 3:27
3. Urantia – 4:30
4. Error – 4:50
5. The Spell of Mathematics – 5:27
6. Pompeij – 5:25
7. This Link Is Dead – 4:37
8. Radiant City – 3:35
9. Headless – 4:59
10. Ohms – 4:10

## Rezeption

### Rezensionen
Ohms erhielt auf der Website Metacritic eine durchschnittliche Bewertung von 87 Punkten.
James McMahon vom New Musical Express schrieb, dass Ohms für die Band „eine Plattform ist, um eine Wut auszudrücken, wie sie es noch nie gemacht haben“. Die Deftones würden mit dem Album „ihren Status als die interessanteste Heavy-Metal-Band der Welt verfestigen“. McMahon vergab fünf von fünf Punkten. Neil Z. Yeung vom Onlinemagazin Allmusic beschrieb Ohms als „eines der besten Alben der Band“ und das „zugänglichste Werk“ seit White Pony. Das Album wäre das „schwindelerregende Darstellung einer Band, die ihre Höchstleistung erreicht“. Yeung vergab 4,5 von fünf Punkten. Michael Klaas vom Onlinemagazin Metal.de kritisierte, dass das Songwriting Ohms „zu einem kurzweiligen, aber nicht langfristigen Vergnügen macht“, weil es „einfach nicht oft genug die Aufmerksamkeit der Hörer einfordert“. Klaas vergab sechs von zehn Punkten.

### Charts
| ChartsChartplatzierungen            | Höchstplatzierung | Wochen |
| ----------------------------------- | ----------------- | ------ |
| Deutschland (GfK)                   | 8 (3 Wo.)         | 3      |
| Österreich (Ö3)                     | 11 (1 Wo.)        | 1      |
| Schweiz (IFPI)                      | 5 (3 Wo.)         | 3      |
| Vereinigtes Königreich (OCC)        | 5 (1 Wo.)         | 1      |
| Vereinigte Staaten (Billboard)      | 5 (2 Wo.)         | 2      |
| Vereinigte Staaten (Billboard Rock) | 2 (3 Wo.)         | 3      |

Darüber hinaus erreichte das Album Platz eins der kroatischen Albumcharts für ausländische Künstler.

### Musikpreise
Bei den Grammy Awards 2022 wurde das Titellied in der Kategorie Best Rock Performance und das Lied Genesis in der Kategorie Best Metal Performance nominiert. Die Preise gingen jedoch an die Foo Fighters für Making a Fire bzw. Dream Theater für The Alien. Bei den Heavy Music Awards 2021 wurde Ohms in der Kategorie Best Album und das Titellied in der Kategorie Best Video nominiert. Die Preise gingen jedoch an Bring Me the Horizon für Post Human: Survival Horror bzw. die Nova Twins für Taxi.